# Mustafa Ahshad
Mustafa M. Ahshad (arab. ‏مصطفى احشاد‎; ur. 20 grudnia 1970) – libijski sztangista, olimpijczyk.
Zawodnik wystąpił w zawodach w podnoszeniu ciężarów (w kategorii superciężkiej – powyżej 110 kg) na Letnich Igrzyskach Olimpijskich 1992. Uzyskał wynik 305 kg w dwuboju (140 kg w rwaniu i 165 kg w podrzucie), co dało mu 18. miejsce (ostatnie spośród sklasyfikowanych zawodników).